# 多羅爾茨鄉
47°51′N 22°49′E / 47.850°N 22.817°E
多羅爾茨鄉（羅馬尼亞語：Comuna Dorolț, Satu Mare），是羅馬尼亞的鄉份，位於該國西北部，由薩圖馬雷縣負責管轄，面積30平方公里，海拔高度116米，2007年人口3,509，人口密度每平方公里115人。